# Tasi Limtiaco
Tasi Limtiaco (* 4. Januar 1994) ist ein mikronesischer Schwimmer.

## Biografie
Tasi Limtiaco belegte bei den Olympischen Sommerspielen 2020 in Tokio, die aufgrund der COVID-19-Pandemie im Jahr 2021 stattfanden, den 45. und somit letzten Platz im Wettkampf über 200 Meter Lagen. Bei den Pazifikspielen 2023 konnte er drei Gold- und eine Silbermedaille gewinnen. Zudem nahm er an den Schwimmweltmeisterschaften 2023 und 2024 teil. Bei seiner zweiten Olympiateilnahme in Paris 2024 erreichte Limtiaco im Wettkampf über 100 Meter Brust den 29. Rang.